# Catende (ort)
Catende är en ort i Brasilien.   Den ligger i kommunen Catende och delstaten Pernambuco, i den östra delen av landet, 1 500 km nordost om huvudstaden Brasília. Catende ligger 172 meter över havet och antalet invånare är 23 322.
Terrängen runt Catende är varierad. Närmaste större samhälle är Palmares, 13,8 km öster om Catende.
Omgivningarna runt Catende är en mosaik av jordbruksmark och naturlig växtlighet. Runt Catende är det ganska tätbefolkat, med 62 invånare per kvadratkilometer.